# Guilsborough
Guilsborough is een civil parish in het bestuurlijke gebied Daventry, in het Engelse graafschap Northamptonshire met 692 inwoners.